# Disney Cinemagic
Der Sender Disney Cinemagic war ein spezieller Sender für von Disney produzierte Filme. Der Sender ging am 16. April 2006 in England auf Sendung. Er ersetzte gleichzeitig Toon Disney in England. Am 28. März 2013 wurde er hier durch Sky Movies Disney ersetzt. Disney Cinemagic gab es in einer SD-, wie auch in einer HD-Version. Am 4. Juli 2009 ging der Sender das erste Mal um 12.00 Uhr bei Sky Deutschland auf Sendung. Der Sender war auch über die Plattform Telekom Entertain und in der Schweiz via Teleclub zu empfangen. Die deutsche Ausgabe von Disney Cinemagic war die einzige auf der Welt, die neben Toon Disney gesendet hat. Zum 1. Oktober 2019 wurde der Pay-TV-Sender eingestellt.

## Ableger
Der Sender Disney Cinemagic sendete in England, Frankreich, Spanien, Portugal und in der Schweiz. Im Dezember 2011 startete in Italien ein Programmfenster auf Sky Cinema Family, das am Wochenende täglich 5 Stunden sendet.
Deutschland
Disney Cinemagic startete am 4. Juli 2009 bei Sky Deutschland mit einer normalen und einer HD-Version. Anders als die Ableger in anderen Ländern, ersetzte Disney Cinemagic nicht Toon Disney, sondern kam als zusätzlicher Sender hinzu. Seit dem 29. Februar 2016 sendet Disney Cinemagic 24 Stunden täglich (zuvor von 12:00 Uhr bis 24:00 Uhr), wobei hauptsächlich Filme laufen werden, lediglich die Serien Abenteuer mit Timon und Pumbaa, 101 Dalmatiner und Neue Micky Maus Geschichten werden ausgestrahlt.
Am 1. Oktober 2019 wurde der Sender eingestellt und durch Sky Cinema Special HD ersetzt.
Frankreich
Disney Cinemagic startete am 4. September 2007 mit einer Time-Shift-Version (Disney Cinemagic +1). Genauso wie in England ersetzte er Toon Disney. Disney Cinemagic HD ging am 30. November 2008 auf Sendung.
Spanien
Disney Cinemagic ging am 1. Juli auf Sendung. Auch hier ersetzte Disney Cinemagic den Sender Toon Disney.
Portugal
Disney Cinemagic startete am 1. Oktober 2008 und Disney Cinemagic HD im Januar 2009.
Italien
Ab dem 3. Dezember 2011 läuft jedes Wochenende ein Programmblock auf Sky Cinema Family

## Programm
In bisher allen Ablegern wurde das Programm sehr einfach gehalten. Es liefen im Durchschnitt 15–17 Filme pro Tag. Zwischen den Filmen liefen Disney-Serien, allerdings mit wenig Vielfalt.

### Auswahl der Filme, die auf Disney Cinemagic UK liefen
- 101 Dalmatiner Teil 2 – Auf kleinen Pfoten zum großen Star!
- Das große Krabbeln
- Goofy – Der Film
- Bärenbrüder
- Cars
- Himmel und Huhn
- Dumbo
- Der Glöckner von Notre Dame 2
- Das Dschungelbuch 2
- Lilo & Stitch 2 – Stitch völlig abgedreht
- Triff die Robinsons
- Die Monster AG
- Mulan
- Mulan 2
- Tierisch wild
- Wall-E
- Cap und Capper
- Cap und Capper 2
- Bernard und Bianca
- Bernard und Bianca 2
- Aristocats
- Ratatouille
- Pocahontas
- Pocahontas 2: Reise in eine neue Welt
- Oliver & Co.
- Fluch der Karibik
- Disneys Große Pause: Die geheime Mission
- Ein Königreich für ein Lama
- Ein Königreich für ein Lama 2 – Kronks großes Abenteuer

### Auswahl der Serien, die auf Disney Cinemagic UK liefen
- 101 Dalmatiner
- Abenteuer mit Timon und Pumbaa
- Barbaren-Dave
- Chip und Chap – Die Ritter des Rechts
- Doug
- Darkwing Duck
- Goofy und Max
- Groove High: Die Tanzschule
- Käpt’n Balu und seine tollkühne Crew
- Kuzco’s Königsklasse
- Hercules
- Kim Possible
- Disneys Große Pause
- Lloyd im All
- Lilo & Stitch
- Pepper Ann

### Auswahl der Serien, die auf Disney Cinemagic Deutschland liefen
- 101 Dalmatiner
- Abenteuer mit Timon und Pumbaa
- Neue Micky Maus Geschichten
- Aladdin
- Kuzco’s Königsklasse
- Micky Maus
- Rapunzel - Für Immer Verföhnt
- Lilo & Stitch
- Descendants – Verhexte Welt

### Auswahl der Filme, die auf Disney Cinemagic Deutschland liefen
- Descendants – Die Nachkommen
- Albert aus Versehen
- Coco – Lebendiger als das Leben!
- Toy Story
- High School Musical
- Cars 3: Evolution
- Aristocats
- Camp Rock
- Cheetah Girls – Wir werden Popstars!
- Descendants 2 – Die Nachkommen
- Prinzessinnen Schutzprogramm
- Zombies
- Halfpipe Feeling

## Schwestersender
- Disney Channel
- Toon Disney
- Disney Junior
- Playhouse Disney
- Disney XD